# نانسي أندرياسن
نانسي أندرياسن (بالإنجليزية: Nancy C. Andreasen)‏ عالمة في مجال العلوم العصبية, ولدت في لينكون، نبراسكا, نبراسكا، وهي حائزة على جائزة قلادة العلوم الوطنية الأمريكية.

## وصلات خارجية
- الموقع الرسمي لجائزة قلادة العلوم الوطنية الأمريكية